# Бриджит Джонс 3
«Бри́джит Джонс 3» (англ. Bridget Jones's Baby, дословно «Ребёнок Бриджит Джонс») — романтическая комедия 2016 года, режиссёра Шэрон Магуайр. Третья часть из серии фильмов о Бриджит Джонс, продолжение картины 2004 года «Бриджит Джонс: Грани разумного».

## Сюжет
В 43-й день рождения Бриджит Джонс разбудила её мать, которая напоминает ей, что с возрастом всё меньше шансов родить ребёнка. Она отправляется на похороны Дэниела Кливера, который считается погибшим в результате авиакатастрофы. Находясь там, она видит своего бывшего возлюбленного, Марка Дарси (Колин Фёрт), и его новую жену Камиллу. Они несколько неловко сталкиваются друг с другом, а затем расходятся.
Бриджит теперь работает телевизионным продюсером и является близким другом ведущей шоу, Миранды (Сара Солемани), которая предлагает вместе отметить день рождения. Бриджит отказывается, так как хочет провести время с другими друзьями, но неожиданно вся компания не может прийти из-за проблем с детьми.
Решив отпраздновать свою одинокую жизнь, Бриджит принимает предложение Миранды забрать её на выходные. Они идут на музыкальный фестиваль, где Миранда предлагает ей переспать с первым встречным мужчиной. Бриджит падает в грязь, ей помогает незнакомец. После посещения концерта Эда Ширана пьяная Бриджит заползает в юрту, которая, по её мнению, принадлежит ей и Миранде, но на самом деле принадлежит тому незнакомцу, которого она встретила ранее. После бурной ночи Бриджит убегает, не узнав никакой информации о своём любовнике.
Вернувшись домой, Бриджит идёт на крестины младшего ребёнка Джуд, так как она — крёстная мать, а Марка попросили стать крёстным отцом. Марк говорит ей, что они с женой планируют развестись, и Бриджит проводит ночь с ним. Когда Марк рассказывает, что на следующий день он уезжает, Бриджит понимает, что он всегда ставил работу выше отношений, и уходит утром, прежде чем Марк проснётся, оставив записку, в которой говорится, что воссоединение с ним будет слишком болезненным.
Бриджит решает заняться фигурой, но только продолжает набирать вес. Шэрон предполагает, что Бриджит беременна, особенно когда она понимает, что Бриджит использовала старые, просроченные презервативы во время секса. Тест на беременность подтверждает догадки, и Бриджит решает сохранить ребёнка, поскольку это её последний шанс.
После визита к акушеру-гинекологу, доктору Роулингс, она понимает, что не знает, кто отец ребёнка, и даже не имеет возможности связаться с незнакомцем Джеком. Тем не менее Миранда видит его по телевизору, где они понимают, что это Джек Куант — миллиардер и изобретатель сайта знакомств, в котором пары подбираются путём анализа математических данных. Миранда сговаривается с Бриджит пригласить Джека на шоу, чтобы взять образцы ДНК для генетического теста. Миранда же задаёт Джеку неудобные вопросы о его наследственности. Удаётся добыть образцы волос Джека, но тот замечает Бриджит на записи программы и требует объяснений. Бриджит говорит ему о своей беременности, но не рассказывает про Марка. Поначалу опешив, Джек решает помочь Бриджит.
Чувствуя, что с Джеком всё происходит слишком быстро, Бриджит решает рассказать Марку о ребёнке. Однако Марк так взволнован этой новостью, что Бриджит не рассказывает ему о Джеке. Бриджит также решает отказаться от генетической экспертизы до родов, поскольку есть вероятность выкидыша. Она уговаривает доктора Роулингс дважды сделать УЗИ, один раз с Джеком, а другой раз с Марком. На приёме Бриджит узнаёт, что ждёт мальчика.
Бриджит приглашает Джека на рабочее мероприятие и поражается, когда появляется Марк. Двое мужчин сразу же понравились друг другу, находя достижения друг друга впечатляющими. Они идут на ужин, где Бриджит, наконец, говорит им, что она не знает, кто отец. Джек хорошо воспринял новость, сказав Бриджит, что ребёнок в приоритете. Марк расстроен и выходит из ресторана.
Спустя некоторое время Марк и Джек приходят к Бриджит на занятия для будущих мам. Джека и Марка ошибочно принимают за гей-пару (а Бриджит — за суррогатную мать их ребёнка) к большому дискомфорту Марка и к потехе Джека. Марк также завидует лёгкому общению Джека с Бриджит и его теплоте в заботе о ней.
Бриджит кажется, что она рожает. Она не может дозвониться до Марка, в то время как Джек сразу приезжает. Когда, наконец, Марк прибывает в больницу, он расстроен, увидев, что они смеются вместе и обнимаются. Марк и Джек ссорятся, и Бриджит просит их уйти. Врачи говорят, что Бриджит не рожает, и всю троицу отправляют домой. Снаружи Джек врёт Марку, что они с Бриджит не предохранялись, заставляя Марка понять, что он вряд ли станет отцом. Он снова уходит и игнорирует звонки Бриджит.
Бриджит продолжает готовиться к рождению ребёнка, теперь рядом с ней только Джек. У них происходит разговор, во время которого он просит её переехать к нему и признаётся, что очень одинок. Бриджит спрашивает его, что произойдёт, если Марк — отец, и он говорит ей, что тогда не знает как быть. Он также признаётся, что причина, по которой Марк отсутствовал, состоит в том, что Джек сильно намекал, что Марк вряд ли окажется отцом. Расстроенная Бриджит идёт поговорить с Марком, но видит, что Камилла приехала к нему домой. Бриджит уходит.
На девятом месяце Бриджит увольняют за многочисленные оплошности и профессиональные неудачи. Безработная, измученная и голодная, она ходит по магазинам, но её карта съедена банкоматом, а сумка и ключи от дома оказываются заперты в банке. Она стоит возле своей квартиры под дождём, чувствуя себя несчастной. Марк приходит и вламывается к ней. Он сообщает ей, что жена приезжала за вещами, и они разводятся. Как только они собираются поцеловаться, у Бриджит отходят воды. Когда его телефон звонит по работе, он бросает его в окно в романтическом жесте, который оставляет их без средств для вызова транспорта в больницу. Они заручаются помощью местного ресторана, чтобы доставить их в больницу, но пробка из-за протестов заставляет их идти пешком. Бриджит не может идти из-за схваток, и Марк несёт её на руках, но почти падает. Джек прибывает как раз вовремя, и они вдвоём везут Бриджит в больницу.
Во время родов и Марк, и Джек пытаются помочь Бриджит. Однако во время родов Бриджит случайно бьёт Джека в нос. Марк успокаивает её, говоря, что она справится с родами, и он будет любить её независимо от того, является ли ребёнок его или нет. Пока Джек и Марк ждут снаружи, Джек извиняется перед Марком за своё поведение. Бриджит рожает мальчика, и все друзья и родственники приходят навестить её в родильном зале. Тем временем доктор Роулингс попросила обоих мужчин прийти, чтобы провести тест ДНК. Марк и Джек желают друг другу удачи.
Через год Бриджит готовится выйти замуж. У алтаря её встречает Джек, держит сына, а затем она идёт вперёд, чтобы выйти замуж за Марка. После свадьбы Марк и Джек, теперь друзья, направляются на приём вместе, а Бриджит несёт сына Марка, Уильяма.
В газете, лежащей на скамейке, сказано, что Дэниел Кливер был найден живым в лесу в обломках самолёта.

## В ролях
- Рене Зеллвегер — Бриджит Джонс
- Колин Фёрт — Марк Дарси
- Патрик Демпси — Джек Куант[5]
- Салли Филлипс — Шэрон
- Джеймс Кэллис — Том
- Ширли Хендерсон — Джуд
- Сара Солеман — Миранда
- Нил Пирсон — Ричард Финч
- Эмма Томпсон — доктор Роулингс
- Джим Бродбент — мистер Колин Джонс
- Джемма Джонс — миссис Памела Джонс
- Селия Имри — Уна Олконбери
- Джессика Хайнс — Магда
- Джоанна Скэнлэн — Кэти, визажист
- Эд Ширан — камео
- Хью Грант — Дэниэл Кливер (на фото)

## Саундтрек
Компания Universal одновременно с выходом в прокат третьего фильма про Бриджит Джонс выпустила саундтрек картины: Bridget Jones’s Baby (Original Motion Picture Soundtrack). Главную музыкальную тему фильма исполнила Ellie Goulding, кроме того, в звуковую дорожку вошли композиции Years & Years, Эда Ширана, Лили Аллен, Энни Леннокс, Дайон Уорвик, Марвина Гэя, Джесс Глинн, House Of Pain, Isley Brothers, Temptations и др.
| №   | Название                                     | Автор(ы)                                                                                        | Исполнители          | Длительность |
| --- | -------------------------------------------- | ----------------------------------------------------------------------------------------------- | -------------------- | ------------ |
| 1.  | «Still Falling for You»                      | Tove Nilsson Rickard Göransson Ellie Goulding Ilya Salmanzadeh Shellback                        | Ellie Goulding       | 4:03         |
| 2.  | «Meteorite»                                  | Mikey Goldsworthy Kid Harpoon Olly Alexander Emre Turkmen                                       | Years & Years        | 3:27         |
| 3.  | «Reignite»                                   | Knox Brown Fabienne Holloway                                                                    | Knox Brown и Gallant | 3:25         |
| 4.  | «Thinking Out Loud» (Campfire version)       | Ed Sheeran Amy Wadge                                                                            | Ed Sheeran           | 4:12         |
| 5.  | «Hold My Hand»                               | Janee Bennett Jessica Glynne Jack Patterson Ina Wroldsen                                        | Jess Glynne          | 3:46         |
| 6.  | «Slave to the Vibe» (Radio edit)             | Peter Lord Guy Routte V. Jeffrey Smith                                                          | Billon               | 2:48         |
| 7.  | «King»                                       | Michael Thomas Goldsworthy Mark Ralph Andrew Smith Oliver Alexander Thornton Resul Emre Turkmen | Years & Years        | 3:34         |
| 8.  | «Run»                                        | Shorty Rogers Simon Adam Ellis Taylor                                                           | Tiggs Da Author      | 2:50         |
| 9.  | «Fuck You»                                   | Lily Allen Greg Kurstin                                                                         | Lily Allen           | 3:41         |
| 10. | «The Hurting Time»                           | Annie Lennox                                                                                    | Lennox               | 7:33         |
| 11. | «Jump Around»                                | David Appell Kal Mann Larry Muggerud Earl Nelson Robert Relf Erik Schrody                       | House of Pain        | 3:37         |
| 12. | «That Lady, Pts. 1 & 2»                      | Rudolph Isley Ronald Isley O'Kelly Isley Jr. Ernie Isley Marvin Isley Chris Jasper              | The Isley Brothers   | 5:36         |
| 13. | «Walk On By»                                 | Burt Bacharach Hal David                                                                        | Dionne Warwick       | 2:57         |
| 14. | «Just My Imagination (Running Away with Me)» | Norman Whitfield Barrett Strong                                                                 | The Temptations      | 3:49         |
| 15. | «I Heard It Through the Grapevine»           | Norman Whitfield Barrett Strong                                                                 | Marvin Gaye          | 3:14         |
| 16. | «We Are Family» (Single version)             | Bernard Edwards Nile Rodgers                                                                    | Sister Sledge        | 3:37         |
| 17. | «Ain't No Stoppin' Us Now»                   | Jerry Cohen Gene McFadden John Whitehead                                                        | McFadden & Whitehead | 3:37         |
| 18. | «Race to Mark's Flat»                        | Craig Armstrong                                                                                 | Armstrong            | 2:13         |
| 19. | «Wedding»                                    | Armstrong                                                                                       | Armstrong            | 3:08         |

## Съёмки
Съёмки некоторое время проходили в июле 2015 года в Дублине, где первые кадры фильма были сняты на концерте Эда Ширана в Кроук Парке. Основные съёмки начались 2 октября 2015 года в Лондоне.
13 октября 2015 года съёмки проходили в Боро Маркете, а также в Большом Виндзорском парке. 26 октября съёмки проходили в церкви в Оксфордшире.

## Критика
Фильм получил в целом положительные отзывы кинокритиков. На сайте Rotten Tomatoes фильм имеет рейтинг 77 % на основе 189 рецензий со средним баллом 6,3 из 10. На сайте Metacritic фильм имеет оценку 59 из 100 на основе 42 рецензий критиков, что соответствует статусу «смешанные или средние отзывы». На сайте CinemaScore зрители дали фильму оценку B+ по шкале от A+ до F.